# Vaquilla

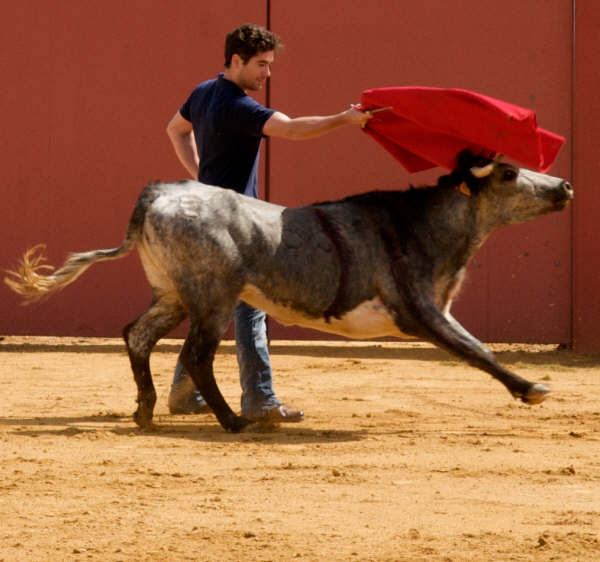
Toreo de una vaquilla.

La vaquilla o novilla es el nombre que recibe una ternera cuando su edad está entre el año y medio y los dos años.

## En España
En España este término se usa para denominar a las vacas no domadas (brava) de entre dos a cuatro años utilizada habitualmente en festejos.
Son utilizadas para la realización de capeas, espectáculos de recortadores o toreo cómico en plazas de toros o zonas urbanas cerradas provisionalmente para la realización de estos actos populares.
En las calles de algunos pueblos se utilizan vaquillas en los encierros en vez de toros o novillos por su menor peligrosidad.
Es común que lleven los pitones afeitados para que no provoquen heridas graves en sus embestidas.